# Holloman Air Force Base
Holloman Air Force Base est une base de l'United States Air Force située à une dizaine de kilomètres au sud-ouest d'Alamogordo au Nouveau-Mexique. Créée le 10 juin 1942, elle abrite aujourd'hui entre autres le 49th Fighter Wing.
Elle abrite le Holloman Aerospace Medical Center qui a préparé, en 1961, Ham le chimpanzé le premier hominidé à être allé dans l'espace.

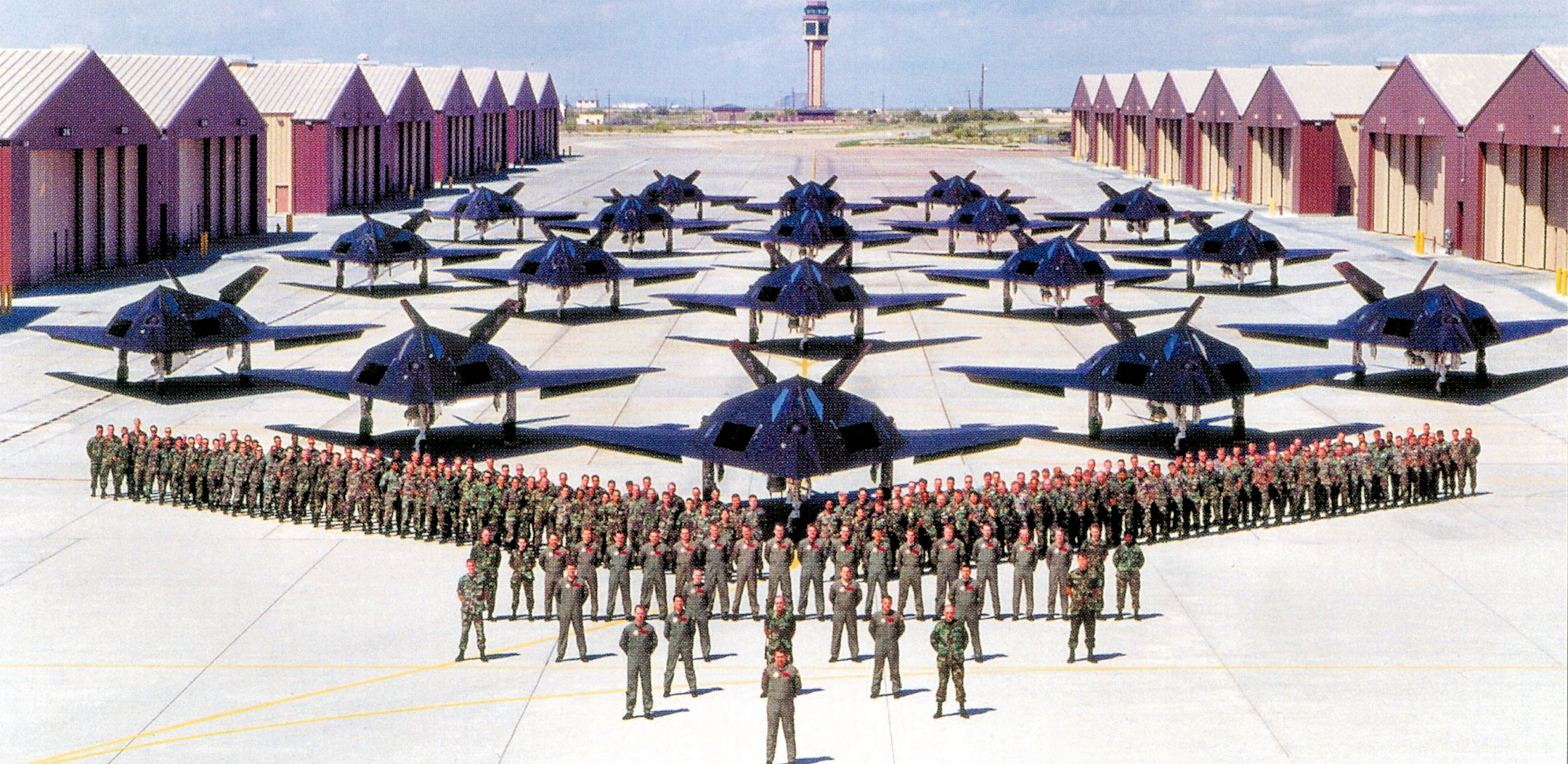
18 F-117A A Holloman AFB.

## Historique

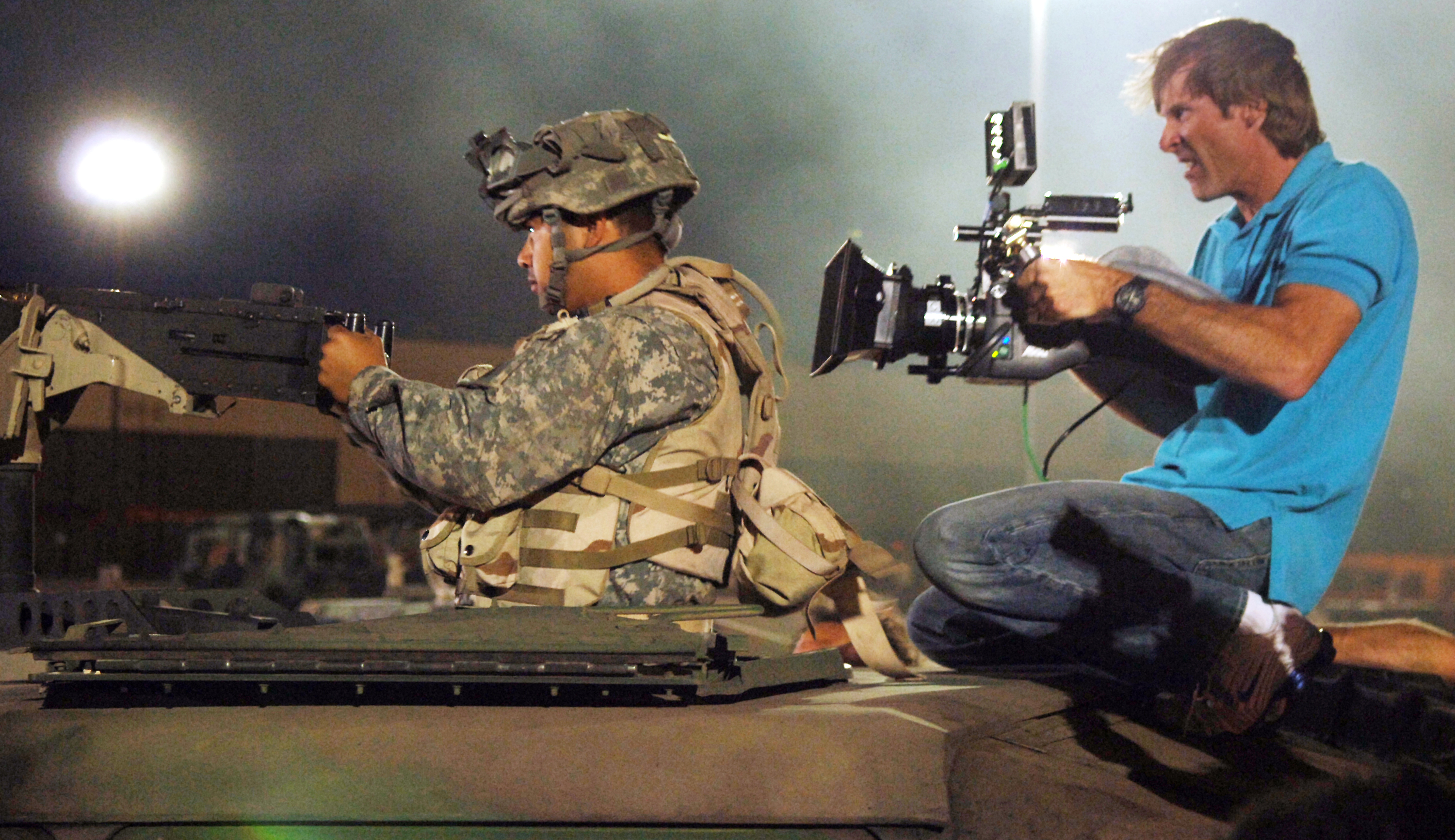
Tournage d'une scène de combat.

Le 13 avril 1941, l'armée américaine se prépare à entrer en guerre en aménageant la base aérienne d'Alamogordo qui devient opérationnelle en 1942
Cette base a été aménagée durant la Seconde Guerre mondiale pour le polygone d'essais de White Sands. C'est là qu'a eu lieu l'essai atomique Trinity le 16 juillet 1945 à Alamogordo au Nouveau-Mexique, il s'agit du premier de l'Histoire.
Des scènes du film Transformers ont été tournées sur cette base.
C'est sur cette base que le record absolu pour un engin roulant a atteint Mach 8,5 soit 10 325 km/h, le 29 avril 2003 ; le moteur-fusée, sur rail, n'avait pas de pilote.